# Helen Clay Pedersen
Helen Clay, gift Pedersen (27. maj 1862 – 16. april 1950), var engelskfødt kvinderetsforkæmper i Kolding, som var forperson for Dansk Kvindesamfunds Koldingkreds i 35 år (1910-1945), og initiativtager til oprettelsen af den første Kvindernes Bygning i Kolding i 1922.

## Tidlige liv og ægteskab
Helen Clay mødte Anders Simonsen Pedersen i England, hvor han var i gang med sin gartneruddannelse. De blev gift og flyttede til Kolding i 1893.

## Dansk Kvindesamfunds Koldingkreds
Hun blev forperson for Dansk Kvindesamfunds Koldingkreds i 1910, en formandspost som hun havde i 35 år. Hendes første store opgave var Kvindernes Udstilling, der blev afholdt i Kolding 1912. Udstillingen blev en succes, og den blev optakten til et stort møde, som Dansk kvindesamfund holdt samme år på Koldinghus. Ved møderne på Skamlingsbanken talte en kvinde for første gang, nemlig Jutta Bojsen-Møller.
På Helen C. Pedersens initiativ startede Kvindernes Bygning i Kolding, og det stod færdigt i 1922, og her kunne man lære om husholdning, samfundet og seksualitet. I 11 år var hun medlem af Dansk Kvindesamfunds fællesbetyrelse. Hun kunne naturligvis tale engelsk og deltog derfor i en række internationale kvindekongresser og rejste til Berlin i 1929 for at medvirke i International Woman Suffrage Alliance. Ved denne kongres var hun blandt initiativtagerne til et nyt tiltag, Open Door International for the Economic Emancipation of the Woman, hvis hovedformål var at forsvare gifte kvinders erhvervsrettigheder.
Efter hendes død rejste Dansk Kvindesamfund en mindesten på hendes grav som markering af hendes årelange indsats for kvinders rettigheder.